# جو جوردن (ملحن)
جو جوردن (بالإنجليزية: Joe Jordan)‏ هو عازف جاز وملحن وعازف بيانو أمريكي، ولد في 11 فبراير 1882، وتوفي في 11 سبتمبر 1971.

## وصلات خارجية
- جو جوردن على موقع IMDb (الإنجليزية)
- جو جوردن على موقع ميوزك برينز (الإنجليزية)
- جو جوردن على موقع أول ميوزيك (الإنجليزية)
- جو جوردن على موقع ديسكوغز (الإنجليزية)